# Bengasi (Schiff, 1933)
Die Bengasi war ein ehemals dänisches Frachtschiff, das von der deutschen Kriegsmarine 1941 in Besitz genommen und zum Schnellbootbegleitschiff umgebaut wurde, aber dann als solches nicht zum Einsatz kam. Das Schiff wurde am 11. November 1942 bei Sardinien von einem britischen U-Boot durch einen Torpedo versenkt.

## Bau und technische Daten
Das Schiff wurde 1933 auf der Nakskov Skibsværft in Nakskov, Dänemark, mit der Baunummer 55 für die Dampskibsselskabet TORM in Hellerup bei Kopenhagen gebaut und auf den Namen Almena getauft. Es war 84,4 m lang (82,47 m in der Wasserlinie) und 12,54 m breit, hatte 4,79 m Tiefgang und war mit 1567 BRT vermessen. Die Tragfähigkeit betrug etwa 3000 tdw. Ein Sechs-Zylinder-Viertakt-Dieselmotor von Burmeister & Wain mit 1525 PS ermöglichte über eine Schraube eine Geschwindigkeit von 12,5 Knoten. Die Bunkerkapazität von 266 t Treibstoff ergab eine Reichweite von 3910 sm bei einer Marschgeschwindigkeit von 8 Knoten.

## Geschichte
Nach der deutschen Besetzung Dänemarks wurde das Schiff im September 1940 in Dakar von der Vichy-Regierung Frankreichs beschlagnahmt, in Saint Philippe umbenannt und von der Compagnie de Navigation Paquet (CNP) aus Marseille bereedert. Auf Druck der deutschen Reichsregierung lieferte Vichy das Schiff am 29. August 1941 in Marseille an Deutschland aus – eines von mehreren Dutzend Schiffen, die deutschen Kriegsgegnern gehörten und im nichtbesetzten Frankreich oder in Französisch-Nordafrika oder Französisch-Westafrika Zuflucht gefunden hatten. Aus Verschleierungsgründen erhielt das Schiff, wie viele andere auch, den Namen eines zuvor durch Kriegseinwirkung verlorenen italienischen Schiffs etwa gleicher Größe, Bengasi.
Die Kriegsmarine übernahm das Schiff zunächst als Versorger für die in Libyen kämpfenden deutschen und italienischen Truppen. Dabei entkam sie in der letzten Septemberwoche 1941 im ostlibyschen Bardia einem Angriff britischer und südafrikanischer Bomber und Jagdflugzeuge auf den Hafen durch eiliges Auslaufen.
Im Frühjahr 1942 wurde die Bengasi in Neapel als Hilfsschnellbootbegleitschiff ausgerüstet; vorgesehen war sein Einsatz bei der im November 1941 über Rhein und Rhone ins westliche Mittelmeer verlegten 3. Schnellboot-Flottille. Dabei erhielt sie als Bewaffnung eine 7,6-cm-Schnellfeuerkanone italienischer Fertigung und vier 20-mm-Flak. Die Besatzung bestand nunmehr aus 82 Mann. Ende Mai 1942, nach Beendigung der Umbauten, verlegte das Schiff nach Piräus. Als dann kurz darauf die Kurbelwelle des Hilfsdiesels brach und eine Reparatur im Raum Piräus nicht bewerkstelligt werden konnte, wurde das Schiff nach Italien zurück verlegt. Zu einem Einsatz als Schnellbootbegleitschiff kam es nicht mehr.
Stattdessen wurde es wieder als Versorger im Raum Italien-Sardinien-Sizilien-Nordafrika genutzt. Dabei wurde es am 11. November 1942 während einer Fahrt von La Spezia nach Cagliari (Sardinien) rund 30 Seemeilen östlich von Cagliari und 10 Seemeilen südlich des Capo Ferrato, bei etwa 39° 10′ N, 9° 39′ O, von dem englischen U-Boot Turbulent durch einen Torpedotreffer versenkt.